# Estret de les Cabanotes
L'estret de les Cabanotes o Canal de la Quera és un pas estret i profund del riu Segre entre les muntanyes a l'Alt Urgell. Aquest estret situat a la ribera d'Arsèguel és l'eixidia, és a dir la sortida, del qual és coneguda com a forat de la Seu, perquè inicia la ribera de la Seu d'uns set quilòmetres de llargada, on el Segre canvia l'orientació cap a l'oest per la sud-oest, per un parell d'amplada.